# Dag Martin Tverborgvik
Dag Martin Tverborgvik (Bremnes, 22 febbraio 1983) è un ex calciatore norvegese, di ruolo attaccante.

## Carriera

### Club
Tverborgvik ha giocato nelle giovanili del Bremnes e dell'Haugesund. Il 21 ottobre 2001 ha avuto modo di esordire in 1. divisjon con quest'ultima squadra, subentrando a Steinar Lein nella vittoria per 4-0 sul Mandalskameratene. È rimasto in squadra fino al termine del campionato 2003, totalizzando 40 presenze e nessuna rete in campionato per l'Haugesund.
Nel 2004 è passato al Vard Haugesund. Ha effettuato il proprio debutto il 12 aprile, sostituendo Reidar Olav Dommersnes nel pareggio interno per 1-1 contro il Tromsdalen. Al termine del campionato, la squadra è retrocessa in 2. divisjon.
Nel 2006, Tverborgvik è passato allo Storhaug. Nel 2010 è passato al Buøy.

### Nazionale
Tverborgvik ha rappresentato la Norvegia a livello Under-19 e Under-20. Con la selezione Under-19 ha partecipato al campionato europeo 2002, che oltre a determinare la squadra vincitrice della rassegna continentale avrebbe qualificato le prime tre classificate al mondiale Under-20 2003. Tverborgvik ha giocato due partite all'interno della manifestazione, in cui la Norvegia è stata eliminata alla fase a gironi.